# Edwallia rugosa
Edwallia rugosa är en insektsart som beskrevs av Hempel 1899. Edwallia rugosa ingår i släktet Edwallia och familjen skålsköldlöss. Inga underarter finns listade i Catalogue of Life.